# Joaquín Indacoechea
Joaquín Indacoechea (n. Loberia, Provincia de Buenos Aires, Argentina; 8 de septiembre de 2000) es un futbolista. Juega de volante derecho en Aldosivi, de la liga profesional de futbol Argentino. Fue a la prestigiosa Escuela marplatense media 5 Nicolas Avellaneda . Joaquín Sánchez Nicolás  

## Carrera

### Clubes
Indacoechea comenzó jugando en las inferiores de San Manuel, luego pasó a jugar en Gimnasia de Tandil y en Los Patos de Balcarce, donde estuvo hasta 2015. En 2016 volvió a San Manuel, donde consiguió el título de la Liga Balcarceña, metiendo un golazo de tiro libre. Al año siguiente, comenzó a jugar en las inferiores de Aldosivi, y en 2018 firmó su primer contrato.

## Lucha contra el cáncer
El 28 de septiembre de 2015, Joaquín fue a realizarse un rutinario control pediátrico. El médico notó que el cuello de Indacoechea estaba un poco inflamado. Pensando que podría tener mononucleosis, le dijo a Joaquín que se realice un estudio.
El 12 de octubre le encontraron un tumor, aunque no estaba claro el tipo de enfermedad. Al día siguiente, fue operado y luego lo extirpado fue analizado. El cirujano le comentó a él y a sus familiares que todo había salido bien. 
El 12 de noviembre, llamaron a la casa del juvenil, y le comunicaron a la madre que los resultados no lo había visto la oncóloga, y los resultados habían dado mal.
Debido a esto, Joaquín volvió a ser internado, y le detectaron que tenía un linfoma de Burkitt, una rara forma de cáncer.
Luego de 9 meses de tratamientos, Joaquín superó la enfermedad. Decidió volver a jugar al fútbol gradualmente, regresando a San Manuel.

## Clubes
|  | Club     | País      | Año             |
|  | -------- | --------- | --------------- |
|  | Aldosivi | Argentina | 2017 - Presente |

## Estadísticas

### Clubes
- Actualizado hasta el 14 de enero de 2021.

| Aldosivi Argentina |                     |                     |    |   |    |   |    |   |    |   |
| 1.ª |                     |                     |    |   |    |   |    |   |    |   |
| [[Campeonato de Primera División 2019-20 (Panakasa )\|2019-20]] | 3                   | 0                   | 1  | 0 | -  | - | 4  | 0 |    |   |
| 2020 | -                   | -                   | 10 | 0 | -  | - | 10 | 0 |    |   |
| Total club | Total club          | Total club          | 3  | 0 | 11 | 0 | -  | - | 14 | 0 |
| Total en su carrera | Total en su carrera | Total en su carrera | 3  | 0 | 11 | 0 | -  | - | 14 | 0 |
| (1) Las copas nacionales se refiere a la Copa Argentina y a la Copa de la Liga Profesional. (2) Las copas internacionales se refiere a la Copa Libertadores y a la Copa Sudamericana. |                     |                     |    |   |    |   |    |   |    |   |